# فيرينك كونراد
فيرينك كونراد (بالمجرية: Konrád Ferenc)‏ هو لاعب كرة الماء وطبيب مجري، ولد في 17 أبريل 1945 في بودابست في المجر، وتوفي بنفس المكان في 21 أبريل 2015.

## وصلات خارجية
- فيرينك كونراد على موقع الاتحاد الدولي للسباحة (الإنجليزية)
- فيرينك كونراد على موقع اللجنة الأولمبية الدولية (الإنجليزية)
- فيرينك كونراد على موقع أوليمبيديا (الإنجليزية)
- فيرينك كونراد على موقع اللجنة الأولمبية المجرية (الهنغارية)